# Blandius Latinus
Blandius Latinus (sein Praenomen ist nicht bekannt; vollständige Namensform Blandius Gai filius Voltinia Latinus) war ein im 1. und 2. Jahrhundert n. Chr. lebender Angehöriger der römischen Armee.
Durch eine Inschrift, die in Genava gefunden wurde, ist die militärische Laufbahn von Latinus bekannt. Er diente als Centurio in den folgenden Legionen (in dieser Reihenfolge): in der Legio I Italica, die ihr Hauptlager in Novae in der Provinz Moesia inferior hatte, in der Legio II Augusta, die ihr Hauptlager in Isca Silurum in der Provinz Britannia hatte, in der Legio VIIII Hispana, die ebenfalls in Britannien stationiert war und zuletzt in einer Legion, deren Ordnungsnummer mit XX beginnt.
Latinus war in der Tribus Voltinia eingeschrieben, stammte daher wahrscheinlich aus Genava und trat zu einem unbestimmten Zeitpunkt in die Legio I Italica ein. Vermutlich erhielt er seine militärischen Auszeichnungen (donis donato) für Leistungen in den Dakerkriegen Trajans. Er wurde wahrscheinlich nach 108 in die Provinz Britannia versetzt, zuerst zur Legio II Augusta und im Anschluss zur Legio VIIII Hispana.
Da die Legio VIIII Hispana bis in die 120er Jahre in Britannien stationiert war, ist es laut Stephen James Malone plausibel, dass es sich bei der letzten Legion in der Inschrift um die Legio XX Valeria Victrix handelt, die ebenfalls in Britannien stationiert war; er schließt aber nicht aus, dass Latinus in die Legio XXII Primigenia oder in die Legio XXX Ulpia Victrix versetzt wurde.